# Psalm 84
Psalm 84 is een psalm in Psalmen uit de Hebreeuwse Bijbel. Volgens het opschrift van de psalm is deze geschreven door de Korachieten, Israëlitische zangers in de Joodse tempel, afstammelingen van Korach, uit de stam Levi. In het iets andere nummeringssysteem van de Griekse Septuaginta-vertaling van de Bijbel, en in de Latijnse vertalingen, de Vulgaat, is deze psalm genummerd als Psalm 83.

## Interpretatie
Volgens de gereformeerde ethicus Jochem Douma is het niet makkelijk de psalm te typeren. Een klaaglied is het niet, een loflied ook niet zonder meer. Daarom kiest hij er voor om de psalm een vertrouwenspsalm te noemen, zoals ook Psalm 23.
De psalm zou geschreven kunnen zijn voor of na de ballingschap in Babylon (6e eeuw v.Chr.). Historisch wordt de psalm toegeschreven aan de zonen van Korach en door David verzameld in het bijbelboek Psalmen.
De psalm begint met een lofzang op de plaats waar God woont en waar de zanger graag wil zijn. De psalm begint en eindigt met het aanspreken van God als de 'Heer van de hemelse machten' (NBV21). Het verlangen gaat verder dan de plaats waar God woont, het verlangen naar de aanwezigheid van de "levende God". God wordt ook geïdentificeerd met de zon, als "gever van het leven", en met een beschermend schild. God wordt "mijn Koning en mijn God" genoemd, de kracht achter het leven.
Oorspronkelijk betekende de plaats van verlangen waar God woont de Tempel in Jeruzalem. Sommige geleerden geloven dat de psalm is geschreven vanuit het standpunt van pelgrims op weg naar de tempel, terwijl anderen denken dat de psalm dateert uit de tijd van de ballingschap, verlangend om de verwoeste tempel te herstellen.
Augustinus van Hippo schreef een gedetailleerd commentaar. Hij legde bijvoorbeeld uit dat "Want één dag in Uw voorhoven is beter dan duizend elders" betekende dat één vredige, eeuwige dag in de buurt van God de voorkeur verdient boven vele dagen in de menselijke conditie. James Luther Mays merkt in het boek Psalms op dat Psalm 84 vooral geliefd is onder alle psalmen die Gods woning aanschouwen, en merkt op dat het drie zaligsprekingen bevat.

## Muziek
Johann Sebastian Bach plaatste vers 11 als het openingsdeel van zijn cantate Gott der Herr ist Sonn und Schild, BWV 79, geschreven voor Hervormingsdag 1725.
Johannes Brahms nam de verzen 1, 2 en 4 in het Duits op, "Wie lieblich sind deine Wohnungen" (Hoe mooi zijn uw woningen), als het vierde en centrale deel van zijn Duitse Requiem, Ein deutsches Requiem, Op. 45.
De Britse christelijke aanbiddingsleider en liedjesschrijver Matt Redman schreef het lied "Better is One Day" gebaseerd op vers 10 uit Psalm 84.
Psalm 84 is diverse malen berijmd in psalmberijmingen op de Geneefse melodieën. De psalm kan hierdoor worden gezongen in de Staatsberijming van 1773, de nieuwe berijming van 1968, de berijming uit het Gereformeerd Kerkboek en in De Nieuwe Psalmberijming uit 2020.
Voor de collectie van Psalmen voor Nu schreef Ria Borkent een tekst. De muziek is van Cees de Vreede. In de bundel Opwekkingsliederen is hij te vinden onder nummer 715.
1 · 2 · 3 · 4 · 5 · 6 · 7 · 8 · 9 · 10 · 11 · 12 · 13 · 14 · 15 · 16 · 17 · 18 · 19 · 20 · 21 · 22 · 23 · 24 · 25 · 26 · 27 · 28 · 29 · 30 · 31 · 32 · 33 · 34 · 35 · 36 · 37 · 38 · 39 · 40 · 41 · 42 · 43 · 44 · 45 · 46 · 47 · 48 · 49 · 50 · 51 · 52 · 53 · 54 · 55 · 56 · 57 · 58 · 59 · 60 · 61 · 62 · 63 · 64 · 65 · 66 · 67 · 68 · 69 · 70 · 71 · 72 · 73 · 74 · 75 · 76 · 77 · 78 · 79 · 80 · 81 · 82 · 83 · 84 · 85 · 86 · 87 · 88 · 89 · 90 · 91 · 92 · 93 · 94 · 95 · 96 · 97 · 98 · 99 · 100 · 101 · 102 · 103 · 104 · 105 · 106 · 107 · 108 · 109 · 110 · 111 · 112 · 113 · 114 · 115 · 116 · 117 · 118 · 119 · 120 · 121 · 122 · 123 · 124 · 125 · 126 · 127 · 128 · 129 · 130 · 131 · 132 · 133 · 134 · 135 · 136 · 137 · 138 · 139 · 140 · 141 · 142 · 143 · 144 · 145 · 146 · 147 · 148 · 149 · 150 · 151